# Frank Sinatra

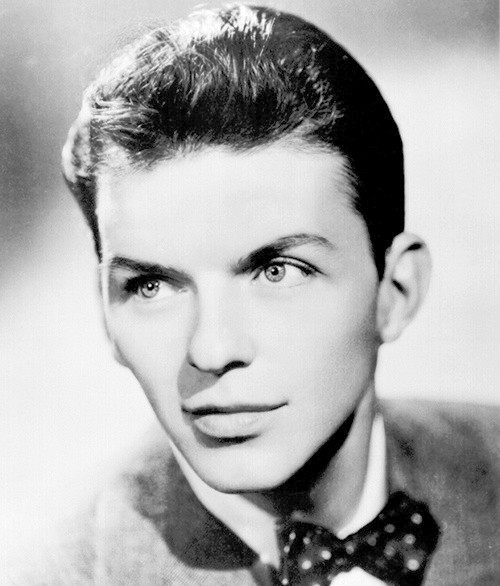
Frank Sinatra, 1943

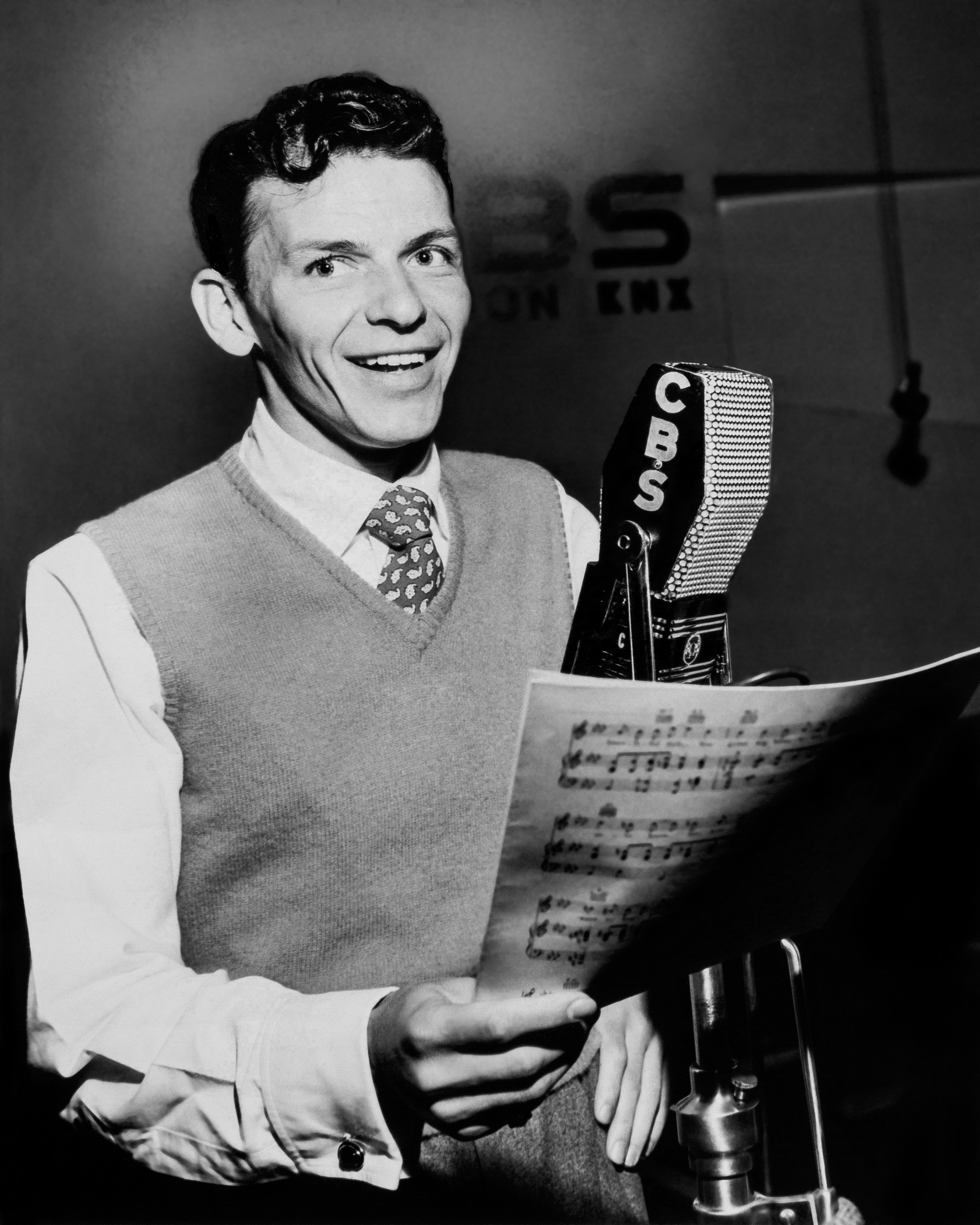
Frank Sinatra, 1944

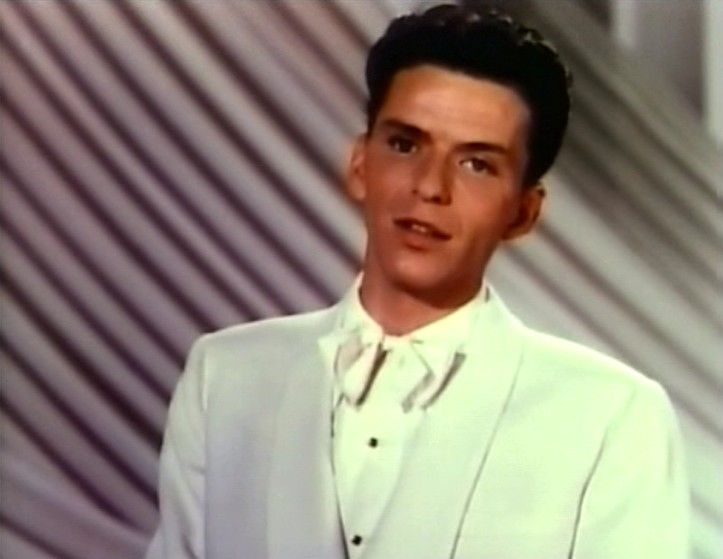
Frank Sinatra i Efter regn kommer solsken, 1946.

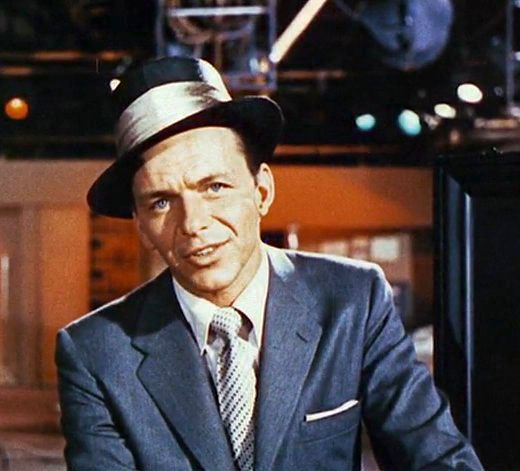
Frank Sinatra i filmen Pal Joey, 1957.

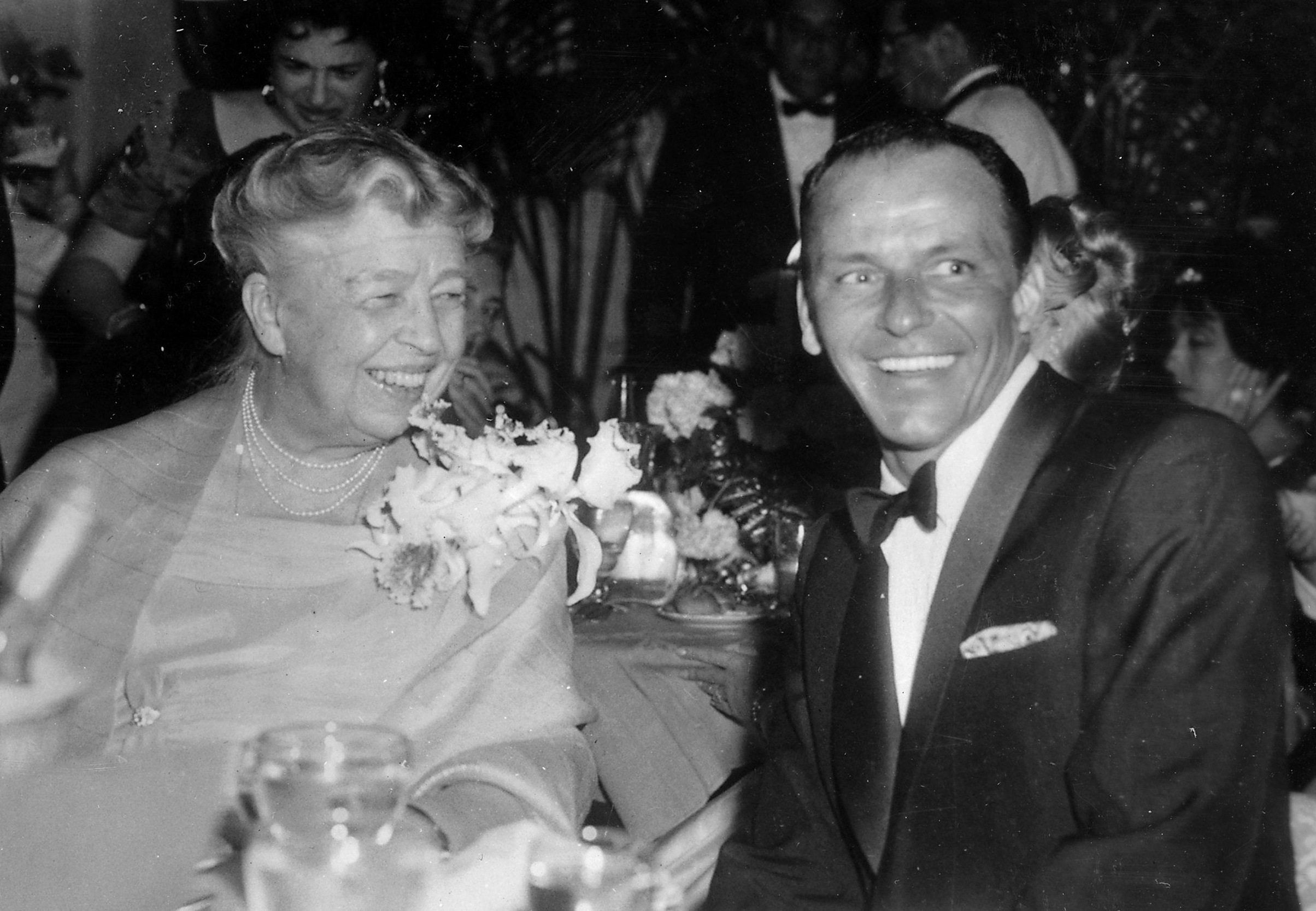
Eleanor Roosevelt och Frank Sinatra 1960.

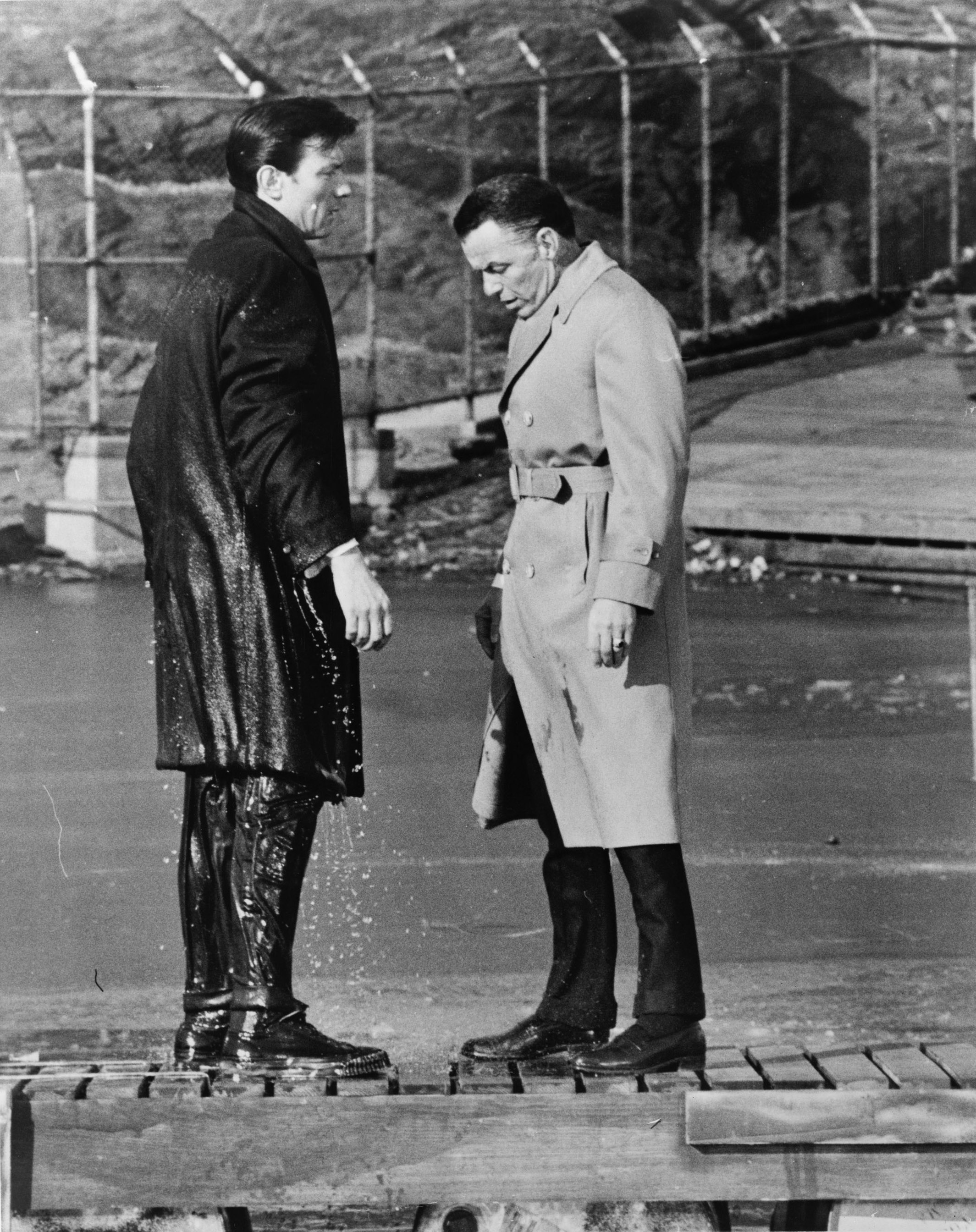
Laurence Harvey och Frank Sinatra under inspelningen av filmen Hjärntvättad 1962.

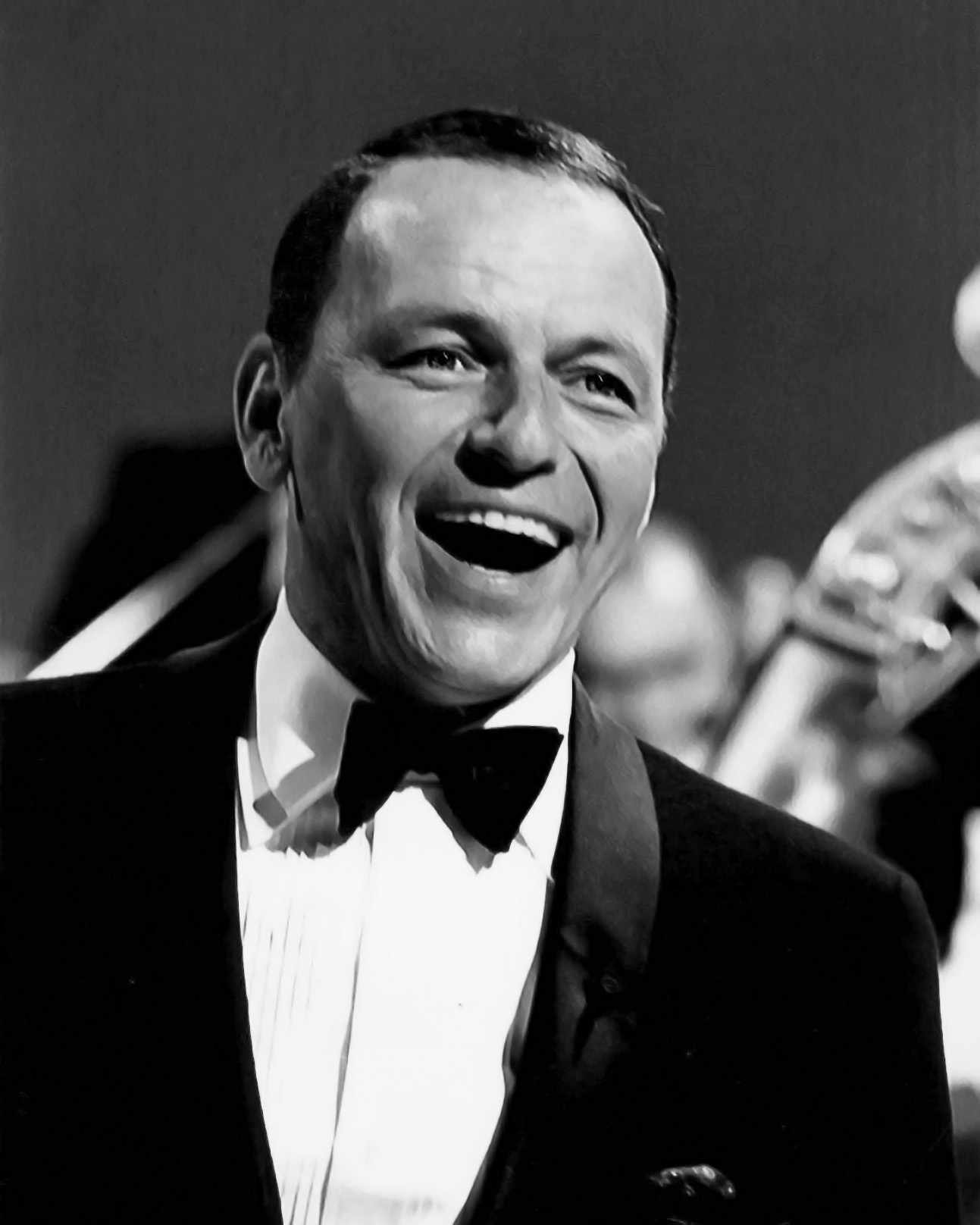
Frank Sinatra, 1966

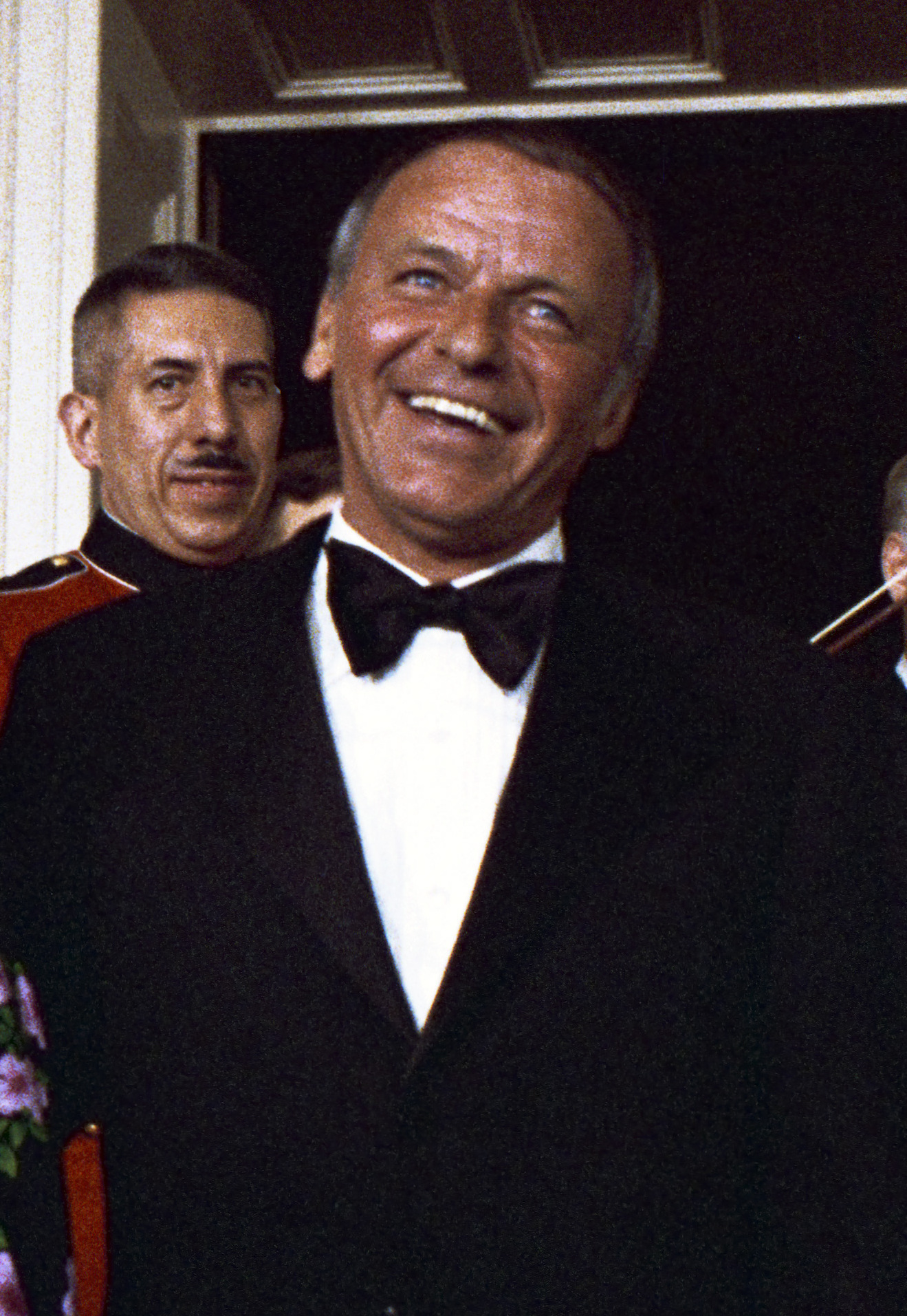
Frank Sinatra 1973.

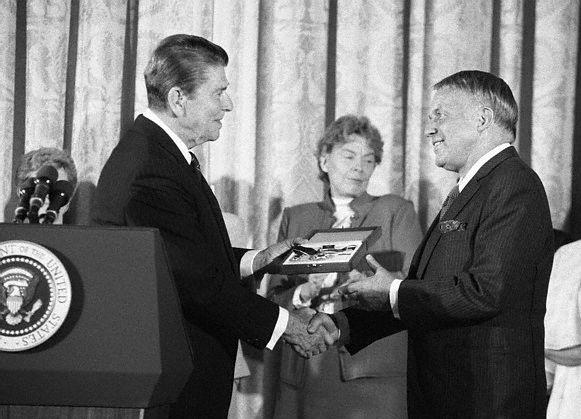
Frank Sinatra tar emot presidentens frihetsmedalj av Ronald Reagan, 1985.

Francis Albert "Frank" Sinatra, född 12 december 1915 i Hoboken i New Jersey, död 14 maj 1998 på Cedars-Sinai Medical Center i West Hollywood i Los Angeles i Kalifornien, var en amerikansk sångare som anses vara en av de främsta genom tiderna. Sinatra hade även en framgångsrik andrakarriär som filmskådespelare, vilken bland annat resulterade i en Oscarstatyett för bästa manliga biroll.

## Biografi

### Barndom och uppväxt
Frank Sinatra föddes i Hoboken i New Jersey (en förstad till New York) den 12 december 1915. Sinatra vägde då 6 kilo, och förlossningen skedde med hjälp av tång, vilket gav honom livslånga skador på  vänster kind, nacke och trumhinna. Fadern Antonio Martin Sinatra (1892-1969) föddes 1892 i Lercara Friddi på Sicilien och kom 1903 till USA med sina föräldrar. Som vuxen arbetade han som brandchef för en liten brandstation vid sidan av en boxningskarriär. Modern Natalie Della Gavarante (kallad Dolly Sinatra, 1896-1977) härstammade från Ligurien och arbetade som barnmorska. Frank Sinatra, som var parets enda barn, bestämde sig tidigt för att bli sångare, bland annat efter att ha hört Bing Crosby på radio. Sinatra började sjunga på små klubbar i New Jersey och drog så småningom till sig bandledaren Harry James uppmärksamhet.

### Solokarriär
År 1940 gick Sinatra med i Tommy Dorseys orkester, där han blev en berömd sångare. Sinatra var en magnet för tonårstjejer, vilket visade att det fanns en ny publikgrupp för populärmusik.
Några år senare påbörjade Sinatra sin solokarriär och skrev kontrakt med Columbia. 
Sinatras sångarkarriär avtog under det sena 1940-talet och det tidiga 1950-talet. Han hade börjat medverka i filmer under 1940-talet, oftast mediokra musikaler. 1952 fick han sparken från Columbia och befann sig på botten av sin karriär. Bristen på engagemang i USA gjorde att han antog anbudet att våren 1953 resa till Sverige på en turné och sjunga i folkparkerna. Med sig hade han sin dåvarande fru skådespelerskan Ava Gardner. Biljettpriset var 4 kr ute i folkparkerna, något mer när han avslutade i Stockholm. Sverige-turnén gjorde senare Olle Häger en dokumentärfilm om.
1953 slog han igenom som dramatisk skådespelare i filmen Härifrån till evigheten, som han vann en Oscar för bästa manliga biroll. 
Följande år spelade Sinatra en tokig lönnmördare vars mål var att mörda presidenten i thrillern Attentatorn. Kritiker ansåg att Sinatra gjorde en av de bästa psykopatporträtten någonsin. Detta följdes av en Oscar-nominering för filmen Mannen med den gyllene armen, där han spelade en narkotikamissbrukande musiker.
Efter filmen Härifrån till evigheten började Sinatras sångkarriär gå bättre. Under 1950-talet skrev han kontrakt med Capitol Records, där han arbetade med några av de bästa arrangörerna, som Nelson Riddle, Gordon Jenkins och Billy May. I början av 1960-talet var Sinatra stor nog att starta sitt eget skivbolag, Reprise Records. Hans position inom bolaget gjorde att han fick sitt välkända smeknamn The Chairman of the Board.

### Las Vegas
På 1950- och 1960-talen var Sinatra en populär attraktion i Las Vegas. Han var vän med många kända underhållare som Dean Martin, Sammy Davis Jr, Peter Lawford och Joey Bishop, med vilka Sinatra bildade gruppen Rat Pack. Shirley MacLaine brukar också inkluderas i gruppen.
Sinatra spelade en stor roll i desegregeringen av Nevadas hotell och kasinon; gruppen Rat Pack vägrade nämligen att uppträda på ställen som vägrade servera afroamerikanen Sammy Davis Jr. När filmen Storslam i Las Vegas släpptes 1960 drog Rat Pack till sig mycket medieuppmärksamhet och många hotell och kasinon ville mycket gärna ha Rat Pack, vilket ledde till att många övergav sina segregeringspolicyer.
Sinatra var en vän till Kennedyfamiljen och var en stark förespråkare för president John F. Kennedy. Många år senare har Sinatras dotter Tina sagt att fadern och maffiafiguren Sam Giancana hjälpte Kennedy att vinna primärvalet 1960 genom att leverera fackets röster. Sinatra var den som presenterade den maffiaanknutna Judith Campbell för Kennedy. De båda ska ha inlett en relation, men till slut fick Robert F. Kennedy reda på det och uppmanade brodern John att hålla sig borta från Sinatra. Sinatra förlorade sin kasinolicens i Nevada 1963, efter att Giancana setts på kasinot Cal-Neva Lodge; ett kasino Sinatra var delägare i.

### Humör
Sinatra kunde vara enormt generös och snäll, men hade alltid ett hett temperament. En gång slet han bort en väggtelefon från Sands Hotel, krossade några fönster och tände eld på en del av kontoret. Några småbråk fick mycket medieuppmärksamhet och 1957 blev han förolämpad av komikern Don Rickles, men Sinatra började efter en stunds tystnad skratta. Sinatra var känd för sina humörsvängningar; han kastade en gång varmt kaffe på kasinodirektören Carl Cohen, som svarade med att slå ut Sinatras framtänder. 
Sinatra fortsatte att göra bra filmer och 1962 kom klassikern Hjärntvättad ut och ett år senare kom andra världskrigsfilmen Von Ryans express.

### Comebackerna
På 1970-talet drog sig Sinatra tillbaka för att sedan göra flera comebacker. Han spelade in färre låtar, men fortsatte att uppträda i Las Vegas och runt om i världen.
1981 fick Sinatra tillbaka sin kasinolicens efter några förhör. Journalisten Pete Hamill skrev i sin bok Why Sinatra Matters att Sinatra var "den mest undersökta amerikanska stjärnan sedan John Wilkes Booth".
1986 skrev Kitty Kelley en skandalomsusad biografi, His Way: The Unauthorized Biography of Frank Sinatra. Sinatra vände sig till en domstol för att försöka förhindra att boken publicerades; han stämde även Kelly på 2 miljoner dollar eftersom han ansåg att boken var missvisande. Boken tar upp hans turbulenta äktenskap, affärer, maffialänkarna och hans besatthet av mäktiga personer. Han drog dock tillbaka stämningen senare. Boken blev en internationell försäljningssuccé och toppade New York Times best seller-lista. Innehållet i boken är i stort sett bara negativt; hans musik- och filmarbete ignoreras nästan helt.[källa behövs]
Sinatras sångkarriär fortsatte under 1990-talet, mest anmärkningsvärt är hans album Duets, där han sjöng med stjärnor som U2:s Bono. Han fortsatte att uppträda live till februari 1995, men var tvungen att använda en teleprompter för sångtexterna på grund av det dåliga minnet. Han blev dement och slutade att känna igen även mycket kända personer han träffade. 

### Privatliv
Sinatra gifte sig med barndomskärleken Nancy Barbato (1917-2018) den 4 februari 1939. De fick tre barn tillsammans: Nancy Sinatra (1940), Frank Sinatra, Jr. (1944–2016) och Christine "Tina" Sinatra (1948). Makarna  separerade 1950 och tog ut skilsmässa den 29 oktober 1951. 
Endast 10 dagar efter skilsmässan gifte Sinatra sig med Ava Gardner den 7 november 1951. De separerade 1953 men fortsatte att vara gifta till 1957. 
Den 8 december 1963 blev sonen Frank Sinatra jr. kidnappad. Sinatra betalade lösesumman på 240 000 dollar (även om han erbjöd dem 1 miljon dollar, ett erbjudande de avslog). Sinatra Jr släpptes efter två dagar och man grep kidnapparna senare.
År 1966 gifte sig Sinatra med den 30 år yngre skådespelerskan Mia Farrow, ett äktenskap som varade i två år.
Den 11 juli 1976 gifte han sig för fjärde och sista gången med Barbara Blakeley Marx (1927-2017). 
Frank Sinatra avled i sviterna av en hjärtinfarkt den 14 maj 1998 vid 82 års ålder på Cedars-Sinai Medical Center i West Hollywood, Los Angeles. Hans sista ord ska ha varit "I'm losing" (jag förlorar). Han begravdes i sin älskade ökenstad Palm Springs i södra Kalifornien den 20 maj samma år. På Sinatras gravsten är det inristat, "The Best Is Yet To Come".

## Betydelse
Sinatra lämnade efter sig en stor musikskatt; från hans första spelningar med Harry James orkester 1939 till sitt sista album Duets II 1994.
De mest kända verken är:
- Albumet Great American Songbook med låtar som Night and Day, I've Got You Under My Skin och Fly Me to the Moon
- Samlingsalbumet My Way: The Best of Frank Sinatra med många av hans absoluta bästa låtar
- Signaturmelodin Love and Marriage
- It Was a Very Good Year och Summer Wind
- That's Life, My Way och New York, New York
- I've Got You Under My Skin, Strangers in the Night och Love's Been Good To Me
- Covers på låtar som Yesterday, Something, Moon River,Ol' Man River och Goody Goody

Tre av hans låtar låg etta på Billboard Hot 100: Learnin' the Blues (1955), Strangers in the Night (1966) och Somethin' Stupid (1967). Hans live-inspelade album At the Sands with Count Basie från 1966 är det populäraste och säljer fortfarande i stora upplagor. Sinatra vann tio Grammy Awards under sin karriär.

## Diskografi
Frank Sinatras album:

- The Voice Of Frank Sinatra (Columbia, släppt 1946)
- Songs By Sinatra (Columbia, 1947)
- Frankly Sentimental (Columbia, 1949)
- Dedicated To You (Columbia, 1950)
- Sing And Dance With Frank Sinatra (Columbia, 1950)
- Songs For Young Lovers (Capitol, 1954)
- Swing Easy (Capitol, 1954)
- In the Wee Small Hours (Capitol, 1955)
- Songs for Swingin' Lovers! (Capitol, 1956)
- Close to You (Capitol, 1957)
- A Swingin' Affair! (Capitol, 1957)
- Where Are You? (Capitol, 1957)
- A Jolly Christmas From Frank Sinatra
- Come Fly with Me (Capitol, 1958)
- Sinatra Sings For Only The Lonely (Capitol, 1958)
- Come Dance with Me! (Capitol, 1959)
- No One Cares (Capitol, 1959)
- Nice 'n' Easy (Capitol, 1960)
- Sinatra’s Swingin’Session (Capitol, 1961)
- Ring-A-Ding-Ding (Reprise, 1961)
- Come Swing With Me (Capitol, 1961)
- Sinatra Swings (Reprise, 1961)
- I Remember Tommy (Reprise, 1961)
- Sinatra And Strings (Reprise, 1962)
- Point Of No Return (Capitol, 1962)
- Sinatra And Swingin’Brass (Reprise, 1962)
- Sinatra Sings Great Songs From Great Britain (Reprise, 1962)
- All Alone (Reprise, 1962)
- Sinatra-Basie: An Historic Musical First (Reprise, 1963)
- The Concert Sinatra (Reprise, 1963)
- Sinatra’s Sinatra (Reprise, 1963)
- Sinatra Sings...Academy Award Winners (Reprise, 1964)
- Sinatra-Basie: It Might As Well Be Swing: A Meeting Of Giants (Reprise, 1964)
- Softly As I Leave You (Reprise, 1964)
- Sinatra 65: The Singer Today (Reprise, 1965)
- September of My Years (Reprise, 1965)
- My Kind Of Broadway (Reprise, 1965)
- Moonlight Sinatra (Reprise, 1966)
- Strangers In The Night (Reprise, 1966)
- At the Sands with Count Basie (Reprise, 1966)
- That’s Life (Reprise, 1966)
- Francis Albert Sinatra & Antonio Carlos Jobim (Reprise, 1967
- The World We Knew (Reprise, 1967)
- Francis A. & Edward K. (med Duke Ellington, Reprise, 1968)
- The Sinatra Family Wish You a Merry Christmas (1968)
- Cycles (Reprise, 1968)
- My Way (Reprise, 1969)
- A Man Alone (Reprise, 1969)
- Watertown (Reprise, 1970)
- Sinatra & Company (Reprise, 1971)
- Ol’ Blue Eyes Is Back (Reprise, 1973)
- Some Nice Things I’ve Missed (Reprise, 1974)
- The Main Event – Live (Reprise, 1974)
- Trilogy: Past Present Future (Reprise, 1980)
- She Shot Me Down (Reprise, 1981)
- L.A. Is My Lady (QWest/Warner, 1984)
- Duets (Capitol, 1993)
- Duets II (Capitol, 1994)
- My Way: The Best of Frank Sinatra (1997)
- Fly me to the moon

## Filmografi i urval
- 1943 – Säg det med musik
- 1945 – Säg det med sång
- 1947 – Drömmarnas bro
- 1946 – Efter regn kommer solsken
- 1949 – 9 man och en flicka
- 1949 – New York dansar
- 1951 – Miljonär för en dag
- 1953 – Härifrån till evigheten
- 1954 – Attentatorn
- 1955 – Pysar och sländor
- 1955 – Ej som en främling
- 1955 – Mannen med den gyllene armen
- 1956 – En skön historia
- 1957 – Pal Joey
- 1957 – Joker i leken
- 1957 – Stolthet och passion
- 1958 – Insats förlorad
- 1959 – Nätternas eld
- 1960 – Ca-Can
- 1960 – Storslam i Las Vegas
- 1961 – Djävulen kommer kl 4
- 1962 – 3 mot alla
- 1962 – Hjärntvättad
- 1963 – Dödslistan
- 1963 – Nytt sätt att älska
- 1964 – 5 äss i leken
- 1965 – Von Ryans express
- 1967 – Spring för livet!
- 1967 – Tony Rome
- 1968 – Detektiven
- 1970 – Dirty Dingus Magee
- 1974 – That's Entertainment!
- 1980 – Mannen med ishackan
- 1984 – Cannonball Run II

## Smakprov
- Smakprov av "Saturday Night (Is the Loneliest Night of the Week)"

## Utmärkelser
Asteroiden 7934 Sinatra är uppkallad efter honom.